# フィリピン・コモンウェルス

フィリピン・コモンウェルス
Commonwealth of the Philippines (英語)
Mancomunidad de Filipinas (スペイン語)
Komonwelt ng Pilipinas (フィリピノ語)

国歌: Lupang Hinirang（タガログ語）
最愛の地（1938年9月5日以降）

フィリピン・コモンウェルスの位置

第二次世界大戦中日本に占領された主要都市
- コレヒドール島：1941年12月24日 -
- イロイロ：1942年2月22日 -
- バコロド：2月26日 -
- バゴ：2月27日 -
- オロキエタ：3月19日 -
- ブキドノン州：3月23日 -
- 亡命中：メルボルン（4月）
- 　　　  ：ワシントンD.C.1942年5月 - 1944年10月
- タクロバン：1944年10月20日に奪還。
日本がフィリピンを占領したあともコモンウェルスは存在し続けたため、実質的にフィリピンには当時政府が2つあったことになる。

フィリピン・コモンウェルス（フィリピン語: Komonwelt ng Pilipinas、スペイン語: Mancomunidad de Filipinas、英語: Commonwealth of the Philippines）は、1935年から1946年のうち、太平洋戦争による日本占領時に政府が亡命していた期間を除いた時期にフィリピンに存在した政治体制である。1935年施行のフィリピン独立法によってアメリカ合衆国の海外領土の政庁だったフィリピン諸島政府に取ってかわった。このコモンウェルスはフィリピンの完全な独立のための準備をする暫定政府と位置づけられており、現在のフィリピン共和国政府の直接の前身となる組織である。
この政府の元では、行政の権力が強く、また最高裁判所があった。国民党が多数派を占めていた国会は当初一院制だったが、後に両院制となった。1937年、政府はマニラとその周辺で話されていたタガログ語を国語であるフィリピン語に指定したが、それが広まるのには時間がかかった。また、婦人参政権が実現し、経済は1942年に日本が占領する前に世界恐慌前の水準にまで戻った。
コモンウェルスは1942年から1945年までは日本がフィリピンを独立させて「第二共和国」となったため亡命政府となった。1946年、コモンウェルスによる統治は終わり、1935年憲法第18条によりフィリピンは完全な独立を達成した。

## 名前
フィリピン・コモンウェルスの正式名称はコモンウェルス・オブ・ザ・フィリピンであり、単にコモンウェルスとも呼ばれる。タガログ語での公式名はタガログ語: Kómonwélt ng Pilipinas （[pɪlɪˈpinɐs]）で、スペイン語ではスペイン語: Mancomunidad de Filipinas（[filiˈpinas]）である。1935年憲法では、フィリピンは国名の短縮形であり、フィリピン諸島（the Philippine Islands）は1935年以前の国の状態や政治体制を指すためだけに使われている。島内政府統治下（1901年 - 1935年）では、どちらの言葉も公式に認められていた。

## 歴史

### 開設

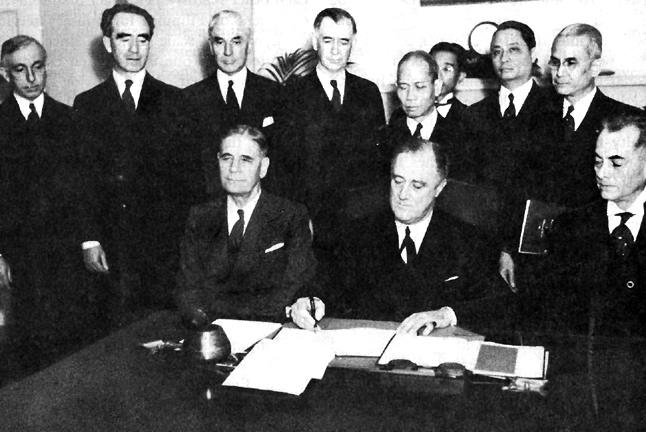
1935年3月23日の憲法総会。左から順に:ジョージ・ヘンリー・ダーン、フランクリン・ルーズベルト大統領、マニュエル・ケソン

1935年以前のアメリカの統治政府、すなわち島内政府は、アメリカ合衆国大統領によって指名された総督が指揮をとっていた。1932年12月、フィリピン人の独立が認められるという前提の下でヘア・ホーズ・カッティング法がアメリカ合衆国議会を通過した。法案の条項の中にはフィリピン国内に陸軍、海軍の基地をおくこと、フィリピンの輸出品に関税と割り当て量を課すことも盛り込まれていた。当時の大統領ハーバート・フーヴァーはこの法案への署名を拒否したが、議会は1933年に大統領の拒否を無効にして、大統領の反対を押し切って法案を成立させた。しかし、元老院議長のマニュエル・ケソンはこの法案に反対し、元老院もこれを拒否した。
このことが独立までの10年間の過渡期の間フィリピンを統治するコモンウェルスの設立フィリピン独立法（タイディングス・マクダフィー法）の成立につながった。独立の日はコモンウェルス設立10周年の記念日のあとの7月4日と定めた。
憲法総会は1934年7月30日にマニラに召集された。1935年2月8日、フィリピン・コモンウェルスの憲法は総会において賛成177、反対1で承認された。同年3月23日にはフランクリン・ルーズベルト大統領が承認し、5月14日の国民投票で正式に認められた。
9月17日、大統領選挙が実施された。候補者にはエミリオ・アギナルドやフィリピン独立教会の指導者であるグレゴリオ・アグリパイなどがいたが、国民党のマニュエル・ケソンとセルヒオ・オスメニャが勝利し、それぞれコモンウェルスの大統領、副大統領になった。
コモンウェルス政府は1935年11月15日の朝にマニラの立法府の階段の上で開かれた式典で発足した。この式典には30万人が参加した。

### 第二次世界大戦前
新しい政府は、フィリピンが経済的、政治的に完全に独立するための準備としての建国政策を始めた。これらには国防（徴兵制を規定した1935年国防法）や経済統制、教育組織の民主的な改革の完成、交通の整備、地元資本の普及促進、産業化やミンダナオ島の支配などが含まれていた。
しかし、東南アジアにおける外交的、軍事的緊張の高まりや、アメリカの委任統治領から将来的に独立した「フィリピン共和国」になること、そして世界恐慌による独立後の経済が不安定要素として問題になった。さらに農民の不安やオスメニャとケソンの権力闘争によって状況はさらに複雑化していた。この状況はケソンが大統領に再選されたあと、さらに厳しさを増した。

### 第二次世界大戦中

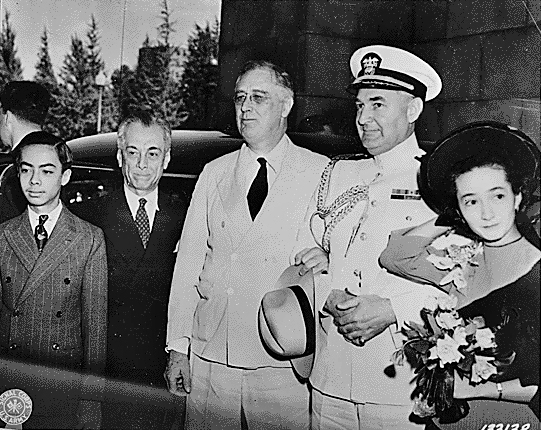
亡命中にワシントンD.C.のフランクリン・ルーズベルトを訪れたケソン

日本は1941年12月8日にフィリピンで戦闘を開始し、フィリピンを占領した。これに対しコモンウェルス軍はアメリカ極東陸軍からフィリピン陸軍（英語版）を選抜し、日本の占領に対抗した。マニラは破壊を避けるため開放都市として宣言され、1942年1月2日に日本軍に占領された。その間、バターンの戦い（バターン半島）やコレヒドール島の戦い、レイテ島などで、フィリピンのアメリカ軍が完全に降伏する1942年5月まで戦いは続いた。
このためケソンとオスメニャは軍の護衛でコレヒドール島に逃れ、オーストラリアに、そして後にはアメリカに逃れて亡命政府を設立した。この政府は太平洋戦争会議や連合国共同宣言に参加した。亡命中、ケソンは結核にかかり亡くなった。ケソンの後継にはオスメニャが就いた。
日本軍は占領中、フィリピン第二共和国を建国し、大統領にホセ・ラウレルを据えた。。
占領、降伏後も日本軍への抵抗は続いた。一例として3万人の武装市民から成り、中部ルソン地方のほとんどを制圧していたフクバラハップ（日本人に対抗する人民の軍）が挙げられる。フィリピン陸軍の兵士で生き残った者は日本軍とゲリラ戦で戦い、48の州のうち36州を解放した。

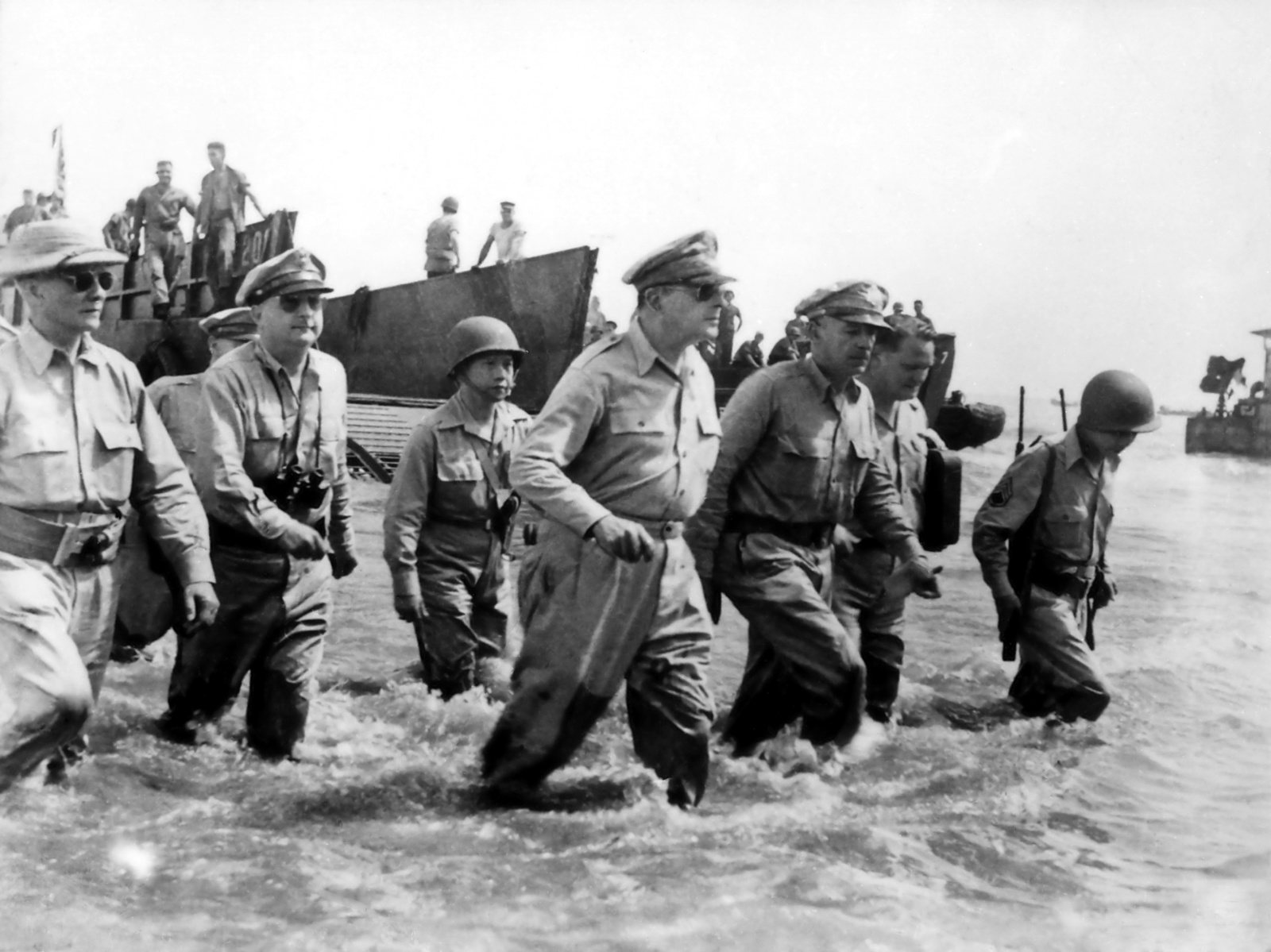
フィリピンに帰還したマッカーサーとオスメニャ

アメリカ軍の大将ダグラス・マッカーサーは1944年10月20日、レイテ島に上陸した。その後、海・空からコモンウェルス軍の部隊が相次いで上陸した。しかし、戦闘は1945年8月に日本が降伏し、9月2日に東京湾で降伏文書に調印されたことが伝えられるまで続いた。日本との戦いでフィリピン人の死傷者は100万人に上り、日本軍は大本営が現地司令官（第14方面軍司令官山下奉文大将）の方針に反対しマニラを明け渡さなかったため、マニラの戦いが起こり、マニラ市街は壊滅的な被害を受けた。
終戦後、コモンウェルス政府は立て直されたが、独立までの遷移期間は残り1年となっていた。1946年4月には選挙が行われ、マニュエル・ロハスが初代フィリピン共和国大統領、エルピディオ・キリノが副大統領に選出された。日本軍の占領があったものの、独立は予定通り1946年7月4日に行われた。

### 独立
コモンウェルス体制は予定通り、1946年7月4日にアメリカ合衆国がフィリピンの独立を承認したことで終了したが、当時のフィリピンは経済的にはまだアメリカに依存していた。これはアメリカからの復興支援を受ける条件としてフィリピン側に提示されたフィリピン貿易法（ベル貿易法）のためである。

## 政策

### 農民反乱と農地改革
当時、小作農（英語版）の間では小作制度や、人口の急激な増加によって小作農の家計が圧迫されていたことによる借金により、不満が広がっていた。そのため、コモンウェルス政府によって農地改革が始められた。しかし、小作農と地主の衝突は続いていたため、計画はなかなかうまくいかなかった。
この衝突の例として挙げられるのが、ベニグモ・ラモスが始めたサクダリスタ運動である。この運動は減税、農地改革、アシエンダの分割やアメリカとのしがらみを断ち切ることを主張した。暴動は1935年5月に中部ルソン地方で発生し、約100人の命が奪われた。

### 国語
フィリピンには多くの言語があるため、「既存の島内言語に基づく国内共通言語の開発・適用」計画（development and adoption of a common national language based on the existing native dialects）が1935年憲法に記載された。コモンウェルスはフィリピン語協会を創設した。最初はケソンが会長となり、様々な民族から6人の委員を選んで始まった。審議は文学的伝統が長いことからタガログ語が使われ、結局それがフィリピン語と呼ばれる国語のもとになった。
1940年、コモンウェルス政府はタガログ語（フィリピン語）の辞書と文法書の作成を認可した。またコモンウェルス法第570号が通過し、フィリピン語が独立後も国語として使用されることが決まった。

## 経済
コモンウェルス時代のフィリピンの経済は農業に大きく依存しており、主要な産品はマニラ麻、ココナッツ、ココナッツオイル、砂糖や木材などであった。また地元で消費するため他にも多くの穀物の栽培や家畜の飼育などが行われていた。他の外貨獲得手段としてはルソン島にあるスービック湾のスービック海軍基地やクラーク空軍基地などフィリピン国内の基地に滞在する兵士がフィリピン国内で使うお金があった。
フィリピンの独立およびコモンウェルス設立には米国を発端とする1930年代の大恐慌が大きく関係していた。アメリカの植民地としてのフィリピンの地位はアメリカ本国に対して経済的にまったく自由なアクセスが可能であり、自由貿易体制は多くの農産物とりわけ砂糖は関税なく自由に米国への輸出が可能であった。1933年の米国金輸出停止によりバギオの金鉱山への投資は活性化し多くの海外移民と投資をフィリピンに殺到させることとなった。一方で1930年代の恐慌により困難に直面していた米国の農家をはじめとした利害関係者は農産業保護と自社製品の防衛のためキャンペーンを開始し、強力なロビー活動が結果としてフィリピン独立を後援するためのヘア・ホーズ・カッティング法成立へとつながった。コモンウェルス設立後すぐは、農民反乱はあったものの経済状況は良かった。盛んなココナッツ産業からの税金によってインフラ投資や開発が進み、経済を下支えしていた。しかし、第二次世界大戦の勃発により経済成長は停止した。

## 人口
1939年、フィリピンの国勢調査が行われ、人口は1600万303人であることがわかった。うち1570万人が褐色人種、14万1800人が黄色人種、1万9300人が白人、2万9100人が黒人、5万500人が混血、その他が1000人未満とされた。1941年の推計では全人口が1700万人、うち11万7千人が中国系、3万人が日系、9千人がアメリカ系とされた。1939年の調査では、人口の26.3%が英語を使用していた。かつてスペイン領だったフィリピンではスペイン語も用いられていたが、1920年代初頭に英語話者より数が少なくなり、エリートや政府内での言語として用いられた。スペイン語はのちに日本占領時に禁止された。
各言語の当時の話者数は以下の通り
- セブアノ語:462万685人
- タガログ語:306万8565人
- イロカノ語:235万3518人
- ヒリガイノン語:195万1005人
- ワライ語:92万9人
- パンパンガ語:62万1455人
- パンガシナン語:57万3752人

## 政府
コモンウェルスには独自の憲法があり、1973年までは有効だった。それゆえに、外交や軍事はアメリカに依存し、いくつかの法律の成立にはアメリカ大統領の承認が必要だったが、自治政府として機能していた。
1935年から41年まで、フィリピン・コモンウェルスは行政の権限が強く、立法府は一院制の国民議会,、司法は最高裁判所が特徴であった。立法・行政・司法全ての機関がフィリピン人のみによって構成されていた。今日のプエルトリコと同様下院にフィリピン人の駐在弁務官を派遣していた。高等弁務官とフィリピン・コモンウェルス軍事顧問事務所が存在し、軍事顧問事務所の顧問は元帥の地位を持つダグラス・マッカーサーが1937年から第二次世界大戦の起こる1941年まで勤めた。1946年以後、フィリピン軍に元帥の位は与えられていない。
1939年から1940年にかけて、コモンウェルス憲法には修正がなされた。内容は両院制への移行と、それに伴って国民議会に代わる
元老院、代議院の復活であった。

## 政治

### 大統領一覧
| # | 大統領の名前         | 大統領の名前       | 任期開始       | 任期終了      | 政党   | 副大統領             | 代 |
| - | -------------------- | ------------------ | -------------- | ------------- | ------ | -------------------- | -- |
| 1 |                      | マニュエル・ケソン | 1935年11月15日 | 1944年8月1日1 | 国民党 | セルヒオ・オスメニャ | 1  |
| 2 | セルヒオ・オスメニャ | 1944年8月1日       | 1946年5月28日  | 空席          | 国民党 | 2                    |    |
| 3 |                      | マニュエル・ロハス | 1946年5月28日  | 1946年7月4日² | 自由党 | エルピディオ・キリノ | 3  |

1ニューヨーク州サラナックレイクで結核のため死去
² 独立が承認され、コモンウェルス統治が終了したため

### ケソン政権時代

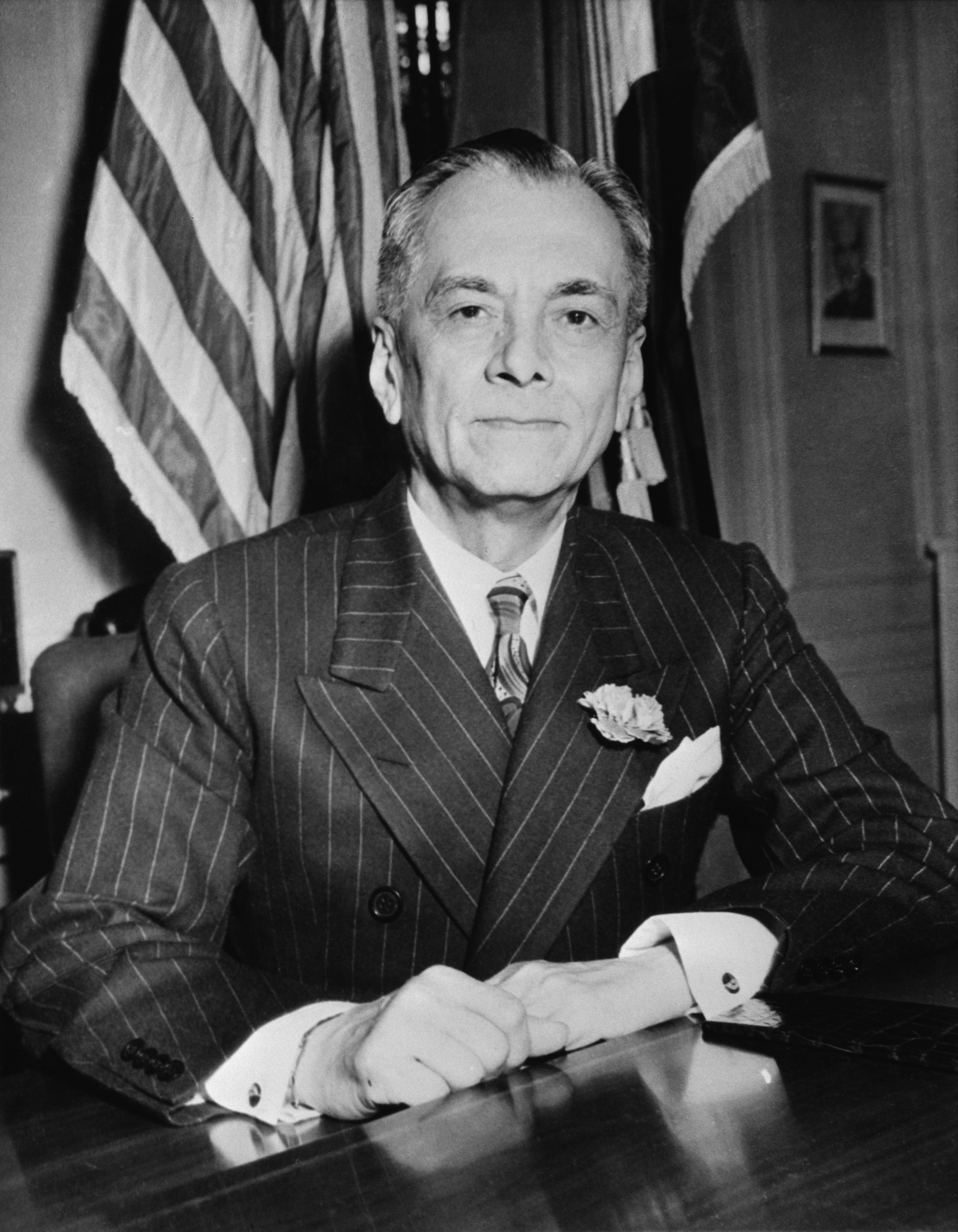
1935年 - 1944年の大統領、マニュエル・ケソン

1935年、マニュエル・ケソンが国民党代表としてフィリピン最初の大統領選挙に勝って、フィリピン・コモンウェルス初代大統領に就任した。彼は68%近い得票率を得てエミリオ・アギナルドとグレゴリオ・アグリパイという2人の有力候補を倒した。彼は11月に2人目のフィリピンの大統領（英語版）として承認された。フィリピン人が大統領になるのは1898年、マロロス共和国時代のエミリオ・アギナルド以来である。しかし、2008年1月、東ミンドロ州の国会議員ロドルフォ・バレンシア（Rodolfo Valencia）が1901年にアギナルドの直接の後継者としてミゲル・マルバーを第二代フィリピン大統領とする法案を発見した。
大統領は当初憲法によって再選が禁じられていたが、1940年、憲法修正の際に大統領の再選が承認された。その後1941年の大統領選挙でケソンは元老院議員のフアン・スムロンを82%近い得票率で破って再選され、1943年まで大統領を務めた。
ケソンは人道的観点から、高等弁務官のポール・V・マクナットと協力し、ファシズムによって迫害され、ヨーロッパから逃げてきたユダヤ難民の入国を容易にして、彼らがミンダナオ島に定住できるよう計画を進めた。
ケソンは結核に苦しんでおり、亡命後晩年はニューヨーク州サラナックレイクにある療養コテージで過ごし、1944年8月1日にそこで亡くなった。当初彼はアーリントン国立墓地に埋葬されたが、後にUSSプリンストンでマニラに運ばれ、マニラ北墓地に再び埋葬された。遺体はそのあとさらにケソンシティのケソンメモリアルサークルに移された。

### オスメニャ政権時代

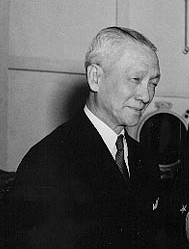
1944年 - 1946年の大統領、セルヒオ・オスメニャ

オスメニャは1944年、ケソンの死去にともなってフィリピン･コモンウェルスの大統領に就任した。彼は同年、ダグラス・マッカーサーと彼の率いる解放軍とともにフィリピンに戻った。終戦後、オスメニャはコモンウェルス政府と多くの行政機関の建て直しを行った。
1946年の総選挙では「フィリピン国民はきっと40年間の誠実で信頼のおける行政についてわかっている」として、選挙活動を行わなかった。その結果、票の54%を獲得したマニュエル・ロハスに敗れた。

### ロハス政権時代

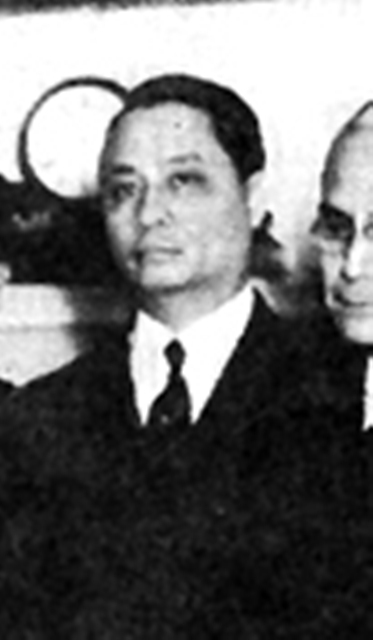
1946年5月 - 7月の大統領、マニュエル・ロハス

コモンウェルス大統領としてはロハスの任期は短かった。ロハスがコモンウェルス大統領だったのは選挙後の1946年5月28日から、独立を宣言する同年7月4日までの38日間だけだった。ロハスは5月25日に再召集された国会、特に元老院議長のホセ・アベリーノや下院議長のエウヘニオ・ペレスとともに、来たるべき独立国家としてのフィリピンの土台を築いていった。1946年6月3日、ロハスは初めて国会の合同会議に姿を現し、国民演説（所信表明演説に相当する）を行った。演説内で、彼は議員達にフィリピンが直面する深刻な問題や困難や、独立を承認してもらうためのアメリカ特別訪問などについて話した。
6月21日、今度は別の合同会議に姿を現し、1946年4月30日にアメリカ議会を通過したフィリピンに関する2つの法案を受け入れるよう奨めた。それらはフィリピン復興法（Philippine Rehabilitation Act）とフィリピン貿易法である。両者はともに国会で承認された。